# 瘋狂店員3
《瘋狂店員3》（英語：Clerks III）是一部2022年美國喜劇片，由凱文·史密斯執導、編劇和剪輯，並與布萊恩·歐哈隆、傑夫·安德森、崔佛·費夏曼、奧斯汀·扎傑、傑森·繆斯、蘿莎瑞·道森共同主演。本片為2006年電影《瘋狂店員2》的續集，View Askew宇宙的第九部電影。劇情講述藍道·葛雷夫斯在一次心臟病發倖存下來後，決定與朋友但丁·希克斯拍一部關於在便利商店日常的電影。
電影2022年9月4日在紐澤西州雷德班克首映，2022年9月13日在美國上映。口碑褒貶不一。

## 演員
- 布萊恩·歐哈隆飾演但丁·希克斯（英语：List of View Askewniverse characters）
- 傑夫·安德森飾演藍道·葛雷夫斯（英语：List of View Askewniverse characters）
- 瑪莉蓮·吉格洛爾蒂（英语：Marilyn Ghigliotti）飾演薇羅妮卡·洛克倫（英语：List of View Askewniverse characters）
- 蘿莎瑞·道森飾演貝姬·史考特（英语：List of View Askewniverse characters）
- 崔佛·費夏曼（英语：Trevor Fehrman）飾演艾利亞斯·格羅弗（英语：List of View Askewniverse characters）
- 傑森·繆斯飾演傑
- 凱文·史密斯飾演沉默鮑勃
- 艾米·塞達里斯（英语：Amy Sedaris）飾演拉登海姆醫生（Doctor Ladenheim）
- 奧斯汀·扎傑（英语：Austin Zajur）飾演布洛克查恩·柯爾特蘭（Blockchain Coltrane）
- 珍妮佛·史瓦爾巴赫·史密斯（英语：Jennifer Schwalbach Smith）飾演艾瑪·邦廷（英语：List of View Askewniverse characters）
- 班·艾佛列克飾演波士頓·約翰（Boston John）
- 弗雷德·阿米森飾演試鏡演員
- 莎拉·蜜雪兒·吉蘭飾演試鏡演員
- 蜜雪兒·伯托（英语：Michelle Buteau）飾演麗莎（Lisa）
- 馬克·伯納丁（英语：Marc Bernardin）飾演蘭多（英语：List of View Askewniverse characters）
- 賈斯汀·隆飾演歐德利（Orderly）

## 發行
《瘋狂店員3》2022年9月4日在紐澤西州雷德班克全球首映，隨後由獅門和Fathom Events定檔9月13日在美國廣泛上映。該片原定於2022年7月上映。

## 評價
《瘋狂店員3》整體評價褒貶不一，爛番茄根據119條專業評論，獲得新鮮度63%，平均分數6.1/10，網站影評家共識寫道：「《瘋狂店員3》今天甚至不應該在這裡——，但是Quick Stop令人驚訝的情感回歸以令人愉悅的管道結束了三部曲。」Metacritic根據25條評論，獲得加權平均分數50分，代表「褒貶不一或中庸」。

## 外部連結
- 官方网站
- 互联网电影数据库（IMDb）上《瘋狂店員3》的资料（英文）